# Moucherolle de Bonaparte
Contopus bogotensis
Espèce
Répartition géographique
Statut de conservation UICN

 LC  : Préoccupation mineure
Le Moucherolle de Bonaparte (Contopus bogotensis) est une espèce de passereaux de la famille des Tyrannidae.

## Répartition et sous-espèces
Selon la classification de référence du Congrès ornithologique international (15.1, 2025) :
- C. b. brachytarsus (Sclater, 1859) — du sud-est du Mexique au Panama ;
- C. b. rhyzophorus Dwight & Griscom, 1924 — littoral du sud-ouest du Costa Rica ;
- C. b. althalodes Wetmore, 1957 — île Coiba ;
- C. b. bogotensis (Bonaparte, 1850) — nord de la Colombie et du Venezuela, Trinité ;
- C. b. surinamensis Penard & Penard, 1910 — plateau des Guyanes et Marajó.